# Thomas von Heesen
Thomas von Heesen (Höxter, 1 de outubro de 1961) é um ex-futebolista e treinador de futebol alemão.

## Carreira
Na época de jogador, von Heesen atuava no meio-campo. Iniciou sua carreira profissional em 1980, no Hamburgo, clube onde atuou por 14 anos, tendo atuado em 368 jogos, e marcando 99 gols.
Em 1994, assinou com o Arminia Bielefeld, sendo fundamental para o regresso da equipe à Bundesliga no ano seguinte. Contra o Duisburg, em agosto de 1996, marcou seu centésimo gol na competição, e encerrou a carreira no ano seguinte, aos 35 anos.
Voltaria ao Arminia em 1998, agora como treinador, sucedendo Ernst Middendorp. Comandaria o clube em outras duas oportunidades (2004, como interino, e entre 2005 e 2007). Treinou ainda Saarbrücken (2000-03), Nürnberg (2008), Apollon Limassol (2010-11) e Kapfenberger SV (2011-12), seu último clube. Desde que foi afastado do comando técnico, von Heesen exerce a função de supervisor da equipe austríaca.

## Seleção
As presenças de von Heesen na Seleção Alemã de Futebol resumem-se a 6 jogos pela equipe sub-21, com 2 gols marcados. O ex-meio-campista não chegou a ser convocado para as Copas de 1986 e 1990, além das Eurocopas de 1984, 1988 e 1992.